# Konditionshandel
Der Konditionshandel, auch „à condition“ oder „Bedingtverkehr“ genannt, folgte dem Tausch- und dem Nettohandel auf dem deutschen Buchmarkt Ende des  18. Jahrhunderts. Neben dem Barverkehr ist er bis heute eine der Haupthandelsformen im deutschen Buchgewerbe. Er wurde eingeführt, um die Gefahr des Sortimentsbuchhändlers zu verringern, seine Neuerscheinungen nicht absetzen zu können und diese auch nicht an den Verleger zurückgeben zu können. Deswegen werden die meisten Neuerscheinungen heute „in Kommission“ geordert, sodass der Sortimenter bis zu einem festgesetzten Termin die Möglichkeit behält, diese Exemplare wieder an den Verleger zurückzusenden, falls sie sich nicht verkaufen lassen sollten. Die nach dieser Frist zurückgeschickten Exemplare werden Remittenden genannt; entscheidet sich der Sortimenter, die Rückgabefrist mit Einverständnis des Verlegers für die Werke zu verlängern, so nennt man sie Disponenten.